# Lípa v Radslavicích
Lípa v Radslavicích je památná lípa malolistá (Tilia cordata Mill.) na ulici Na Návsi vesnice Radslavice v okrese Přerov. Geograficky se nachází v nížině Bečevská brána v Olomouckém kraji a na Hané.

## Historie a popis
Lípa se nachází u památníku padlých občanů a T. G. Masaryka. Podle údajů z roku 1995:
| Výška stromu:                        | 20,0 m         |
| Obvod kmene (ve výčetní výšce):      | 4,70 m         |
| Ochranné pásmo stromu:               | dle zákona     |
| Odhadované stáří stromu k roku 2015: | 170 až 220 let |
| Datum prvního vyhlášení:             | 18. 8. 1995    |

## Další informace
Strom je celoročně volně přístupný.

## Galerie

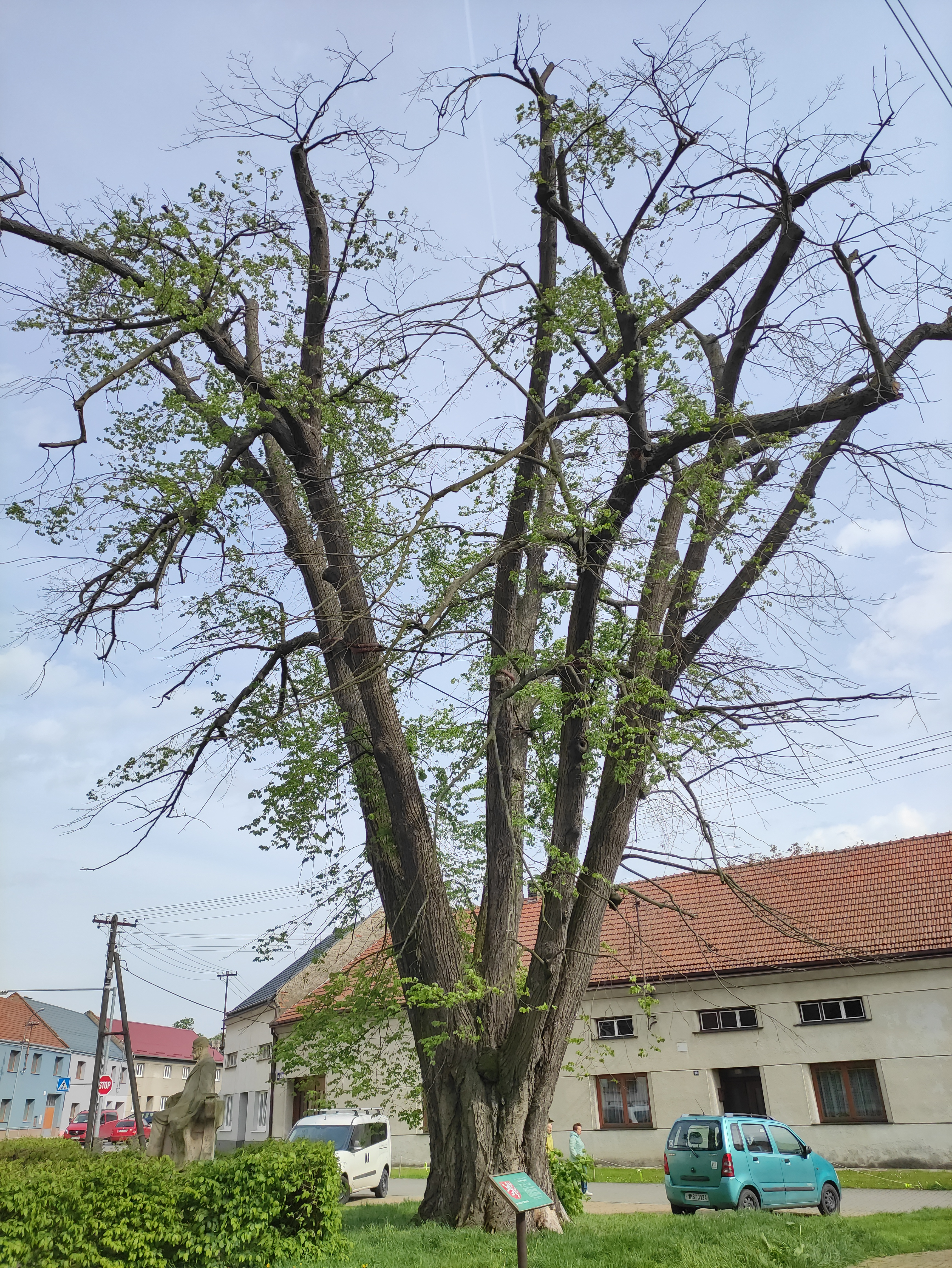
Lípa a památník
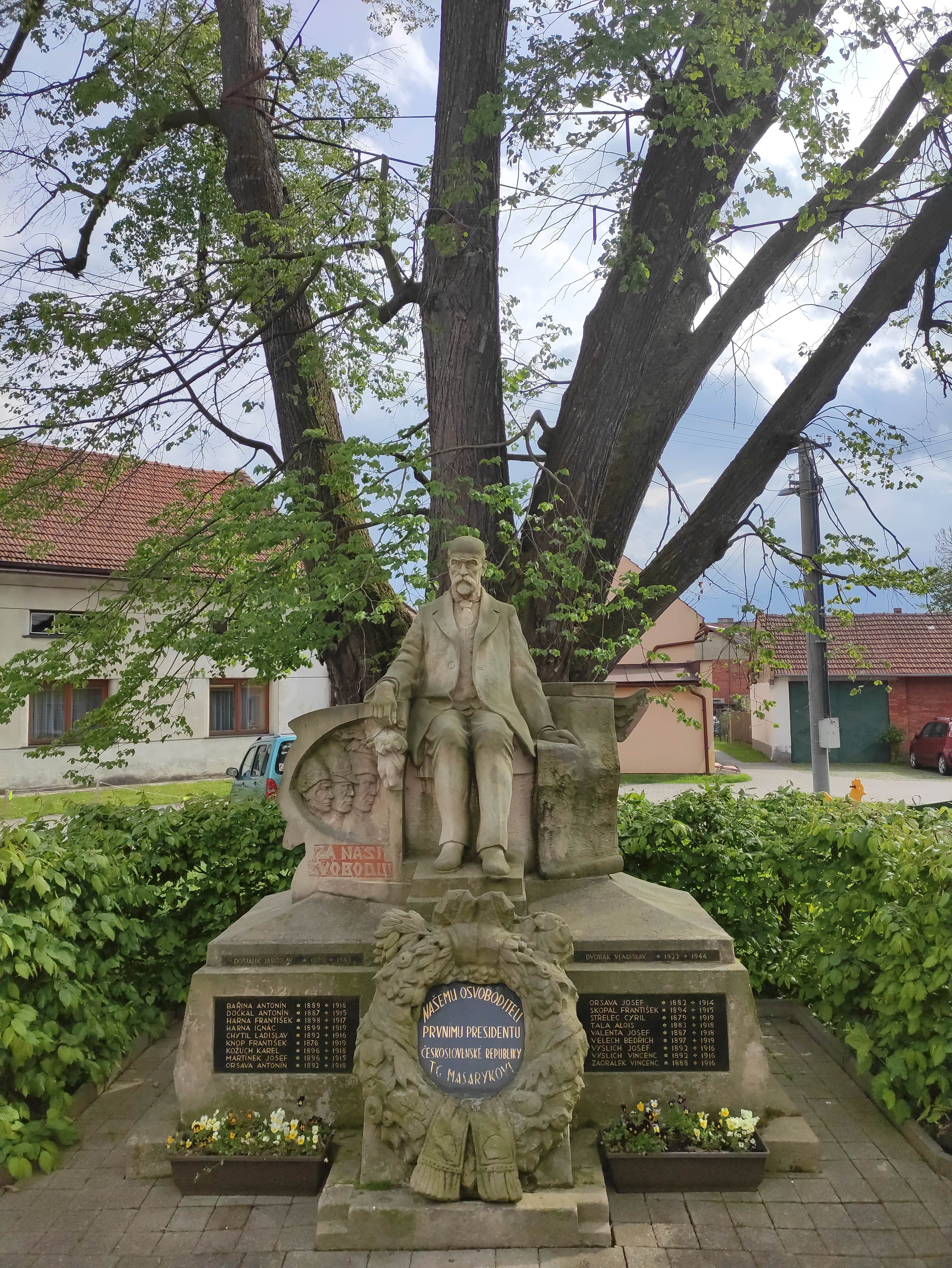
Památník u lípy
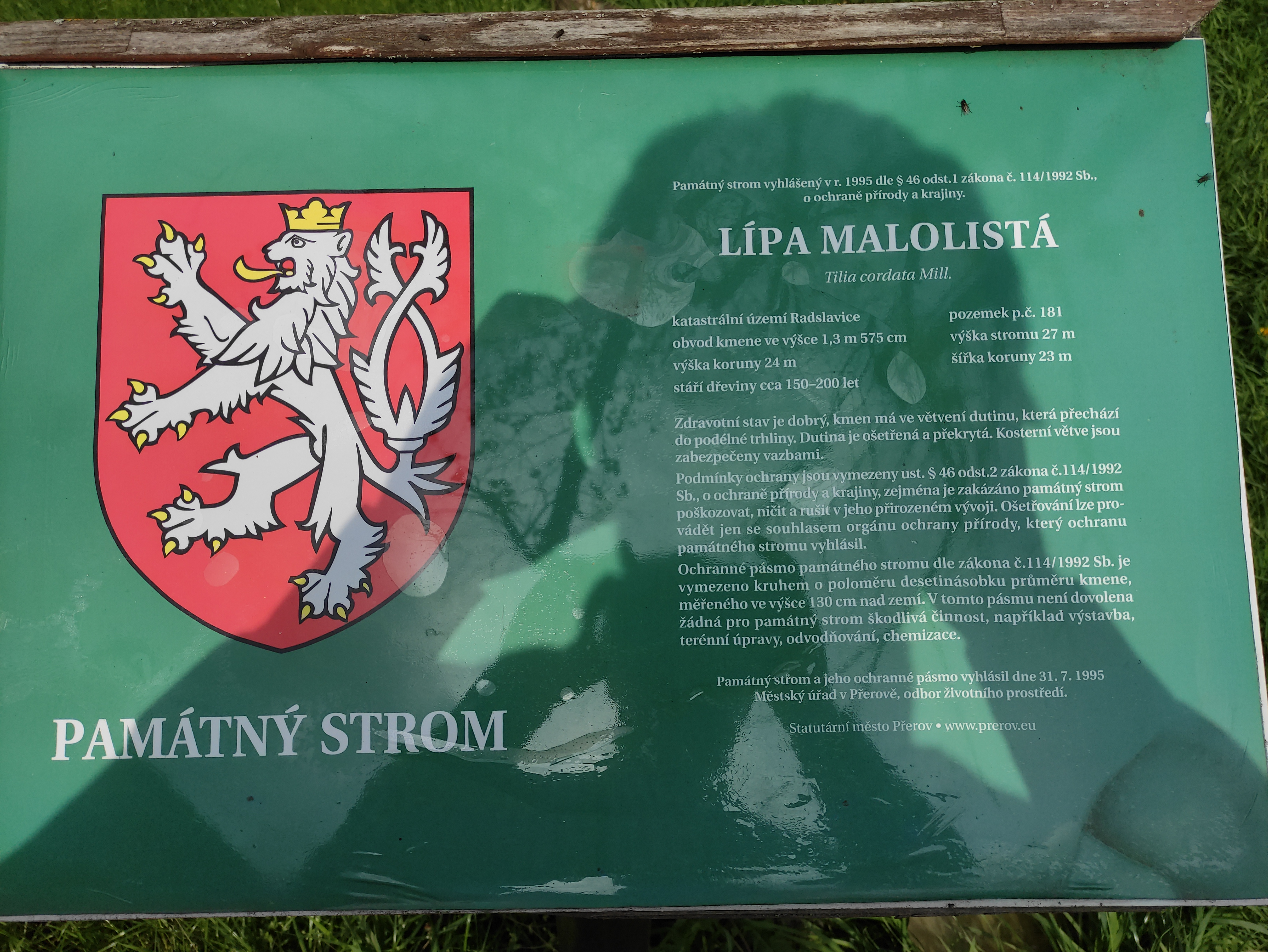
Informační panel u stromu